# Botany Bay
Botany Bay eller Botanybugten (dharawal: Kamay) er en havbugt ud til det Tasmanske Hav i New South Wales i Australien, 13 kilometer syd for centrum af Sydney. To floder løber ud i bugten: Georges River ved Taren Point og Cooks River ved Kyeemagh. Bugten har et areal på næsten 40 km2. Åbningen mod havet ligger mellem de to forstæder La Perouse og Kurnell. Det nordlige forbjerg ved bugtens åbning er Cape Banks og i syd hedder det ydre forbjerg Cape Solander og det indre Sutherland Point. Alle tre er navngivet efter medlemmer af James Cooks ekspedition, der 29. april 1770 gik i land i Botany Bay, som de første europæere på den australske østkyst.
Til trods for at bugten er relativt lavvandet, fungerer den som Sydneys vigtigste fragthavn. Havnen ligger ved Port Botany i den nordøstlige del af bugten tæt på Australiens største lufthavn, Sydney Airport, som har to landingsbaner, der delvist er anlagt ud i bugten. Botany Bay National Park ligger på begge sider af åbningen mod havet.

## Historie
Der er arkæologiske spor efter en aboriginsk bosættelse ved Botany Bay for 5.000 år siden. Indtil briternes ankomst var området syd for bugten beboet af Gweagal-klanen fra sprogstammen Dharawal. Nord for bugten boede formentligt Cadigal-klanen, som tilhørte Dharug sprogstammen. Aboriginerne i området har især levet af fiskeri i bugten, både med line og krog samt net. De brugte barken fra træer i de nærliggende skove til hytter og kanoer.
Botany Bay spillede en central rolle i kolonialiseringen af Australien. Den engelske opdagelsesrejsende løjtnant James Cook gik i land søndag 29. april 1770 på Silver Beach ved Kurnell i den sydlige del af Botany Bay. Cook kom fra New Zealand og sejlede med sit skib HMS Endeavour fra syd mod nord langs den helt ukendte australske østkyst. Det var første gang, han gik i land i Australien, og det var indledningen på Storbritanniens interesse for Australien og en mulig kolonisering af det nye kontinent. Ved landgangen blev de mødt af to indfødte bevæbnet med spyd, som prøvede at skræmme dem væk. Cook gav ordre til én eller to soldater, om at skyde mod dem, og én af de indfødte blev såret. Derefter undgik de indfødte briterne.
Til at begynde med blev navnet Stingrays Harbour (Rokkehavnen) brugt af Cook og andre medlemmer af ekspeditionen efter de rokker, de fangede i bugten. Navnet blev også senere brugt på et kort udarbejdet af det Britiske Admiralitet. Cook skriver i sin log 6. maj 1770: "Den store mængde af disse fisk inspirerede mig til at give den navnet Stingrays Harbour". Alligevel skrev Cook senere i den journal, han skrev på basis af sin log: "Den store mængde planter Mr. Banks og Dr. Solander fandt på dette sted inspirerede mig til at give den navnet Botanist Botany Bay" (Botanikbugten).
Botanikeren Joseph Banks blev senere en vigtig fortaler for, at Storbritannien skulle grundlægge en koloni i Botany Bay. I maj 1787 sejlede Arthur Phillip med HMS Supply og ti andre skibe - den såkaldte første flåde - fra England for at grundlægge en straffekoloni i Botany Bay. Arthur sejlede ind i bugten 18. januar 1788. Han havde venskabelig kontakt med de indfødte fra, som virkede nysgerrige men mistænksomme over for de nytilkomne. To dage senere stødte de resterende skibe fra flåden til. De vurderede dog, at bugten var uegnet til bosættelse, da der ikke var adgang til tilstrækkeligt drikkevand. Phillip var også bange for, at sumpene ved bugten ville give et usundt klima. Bugten var også åben og ubeskyttet, ligesom den var for lavvandet til at skibe kunne ankre op tæt på kysten, og endelig mente han, at jorden var for dårlig.
Selvom han havde instrukser om at grundlægge en koloni i Botany Bay, havde han autorisation til at etablere den et andet sted om nødvendigt. Phillip besluttede derfor at flytte til naturhavnen Port Jackson få kilometer længere mod nord.
Om morgenen 24. januar nåede en fransk ekspedition ledet af Jean-François de Galaup, comte de Lapérouse Botany Bay ved et utroligt tilfælde kun 6 dage efter Phillip. Lapèrouse blev i 6 uger og havde formelle kontakter med briterne selvom Lapérouse aldrig mødte Phillip personligt. 26. januar, 2 dage efter Lapérouses ankomst sejlede Phillip med HMS Supply til Port Jackson og ankrede op i Sydney Cove. Om eftermiddagen samme dag fulgte resten af skibene med. Lapérouse ankrede op i Botany Bay efter at briterne var flyttet til Sydney Cove. Lapérouses ekspedition sejlede fra Botany Bay i marts mod Ny Caledonien og Salomonøerne. Ekspeditionen blev aldrig set igen og dens forsvinden var i mange år et mysterium. I 1826 fandtes der spor efter ekspeditionen ved Salomonøerne, hvor den formentligt gik til i en cyklon.
Selvom kolonien næsten med det samme blev flyttet til Sydney Cove, var udtrykket at blive sendt til Botany Bay i mange år det samme, som at blive sendt til en af de australske straffekolonier.
I 1789 opmålte kaptajn John Hunter Botany Bay, efter han var kommet tilbage fra Kap det Gode Håb med korn. God adgang til drikkevand - i modsætning til Phillips første meldinger - førte til en udvikling af området i løbet af det 19. århundrede.
Vestsiden af Botany Bay forblev urørt i næsten 50 år efter bosættelsen i Sydney Cove blev etableret. Det var vanskeligt at få adgang over land, indtil en vej blev fra vest blev anlagt via Canterbury. Efterhånden som vejen blev udbygget, blev den kendt som Illawarra Road, og den er stadig en af hovedvejene til Sydneys sydøstlige forstæder. Jorden nærmere Cooks River i nord blev ryddet og bosat tidligt i koloniens historie.

## Rundt om bugten
Sydney Airport, Australiens travleste lufthavn, ligger ud til den nordvestlige del af Botany Bay. To af dens landingsbaner går ud i bugten. Efter 2. verdenskrig blev udmundingen af Cooks River flyttet to kilometer mod vest for at gøre plads til en udvidelse af lufthavnen. Land blev indvundet fra bugten for at udvide den første nord-syd landingsbane og for at bygge en ny parallel landingsbane.
Den første containerterminal ved Port Botany, øst for lufthavnen, blev færdiggjort i 1979 og er Sydneys største. Endnu en containerterminal blev bygget i 1980'erne. Der er tankfaciliteter både i den nordlige og sydlige del af bugten. En tredje containerterminal åbnede i 2011.
Jorden rundt om bugtens forbjerge er beskyttet af National Parks and Wildlife Service og kaldes Kamay Botany Bay National Park. På nordsiden af bugten ligger forstaden La Perouse, hvor der er både et museum og et monument for Lapérouse. Mod syd ligger Kurnell. Til trods for dets relative isolation er bugtens sydlige del domineret af en usædvanlig blanding af uberørt natur og tung industri som afsaltningsanlægget Kurnell Desalination Plant, Caltex Fuel Terminal, spildevandsanlæg og nedlagte sandgravningsanlæg. En del af bugten i syd ved Towra Point er indhegnet for at beskytte naturen.
Vestkysten af bugten har flere strande, bl.a. Lady Robinsons Beach, og er tæt bebygget. Forstæderne Kyeemagh, Brighton Le Sands, Monterey, Ramsgate Beach og Dolls Point ligger ned til bugten.
Der er også en række bunkere omkring Botany Bay. De blev bygget af militæret under 2. verdenskrig og står der stadig. 

## Natur
Botany Bay har et rigt dyreliv og området omkring åbningen er et populært dykkerområde.
Ved Kurnell i Botany Bay National Park findes den største kendte bestand af løvpjaltefisk. Eastern blue groper ((Achoerodus viridis)), som er statsfisken i New South Wales, er udbredt i bugten. Den er meget tam og følger ofte dykkere i Botany Bay.